# Die heimlichen Museumsgäste
Die heimlichen Museumsgäste (Originaltitel: From the Mixed-Up Files of Mrs. Basil E. Frankweiler) ist ein Kinderbuch der US-amerikanischen Schriftstellerin E. L. Konigsburg. Es erschien 1967 und handelt von zwei Kindern, die von zu Hause weglaufen und eine Woche im Metropolitan Museum of Art in New York verbringen. Eine deutsche Übersetzung erschien erstmals 1970 unter dem Titel Merkwürdiges aus dem Frankweiler-Geheimarchiv. Das Buch wurde zweimal verfilmt: 1973 als Der geheimnisvolle Engel und 1995 als Claudia und das Geheimnis des Engels.

## Handlung
Die zwölfjährige Claudia Kincaid beschließt, mit ihrem jüngeren Bruder Jamie aus ihrem Zuhause in Greenwich, Connecticut wegzulaufen. Da sie sich ungern in der Natur aufhält und ihre Unternehmungen gerne genauestens plant, hat ihre Eskapade ein klares Ziel: das Metropolitan Museum of Art. Die Kinder beobachten im Museum das Wachpersonal und entwickeln eine Strategie, sich über Nacht einschließen zu lassen und dabei unentdeckt zu bleiben. So verbringen sie eine Woche im Museum und leben von Jamies Ersparnissen, die dieser verantwortungsbewusst verwaltet. Tagsüber nehmen sie an Führungen teil und lernen mit Begeisterung die verschiedenen Abteilungen des Museums kennen. Durch  ihr gemeinsames Abenteuer entwickeln die Geschwister ein neues Zusammengehörigkeitsgefühl und gegenseitige Wertschätzung für ihre jeweiligen Stärken.
Während ihres Aufenthalts wird ein neues Ausstellungsstück in das Metropolitan Museum aufgenommen: eine Statue eines Engels, die möglicherweise von Michelangelo geschaffen wurde und die ein großes Publikum anzieht. Claudia ist verzaubert von der Schönheit der Statue und setzt sich in den Kopf, die Frage nach der Urheberschaft zu klären. Aus der Zeitung erfahren die Kinder, dass das Museum die Statue für einen erstaunlich geringen Preis von einer gewissen Mrs. Basil E. Frankweiler erworben hat. Sie beschließen, ihr letztes Geld in eine Fahrt zu investieren, um die vorherige Besitzerin zu besuchen. Mrs. Basil E. Frankweiler ist eine reiche, allein lebende ältere Dame, die die Kinder mit ihrer gebieterischen Art einschüchtert, aber gastfreundlich empfängt. Sie führt Claudia und Jamie in ihr Archiv, wo sie eine Originalzeichnung von Michelangelo aufbewahrt, die einen Entwurf der Statue zeigt und damit dessen Urheberschaft belegt. Die Kinder sind erstaunt, dass Mrs. Frankweiler ein Kunstwerk von solchem Wert für wenig Geld verkauft hat, die entscheidende Information zu dessen Entstehung aber zurückhält. Mrs. Frankweiler erklärt, dass sie kein weiteres Geld benötigt; was ihr dagegen Freude bereitet, ist, ein Geheimnis zu hüten. Claudia erkennt, dass ihre Motivation für ihr Weglaufen eine ähnliche ist: Sie wünscht sich, mit einem neu erworbenen geheimen Wissen nach Hause zurückzukehren. Mrs. Frankweiler verlangt von den Kindern Stillschweigen, solange sie lebt; im Gegenzug wird sie Claudia und Jamie die Zeichnung vererben. Sie lässt die Geschwister die Geschichte ihres Abenteuers im Metropolitan Museum haarklein erzählen und nimmt den Bericht in ihr Archiv auf. Anschließend lässt sie die Kinder nach Hause bringen. Claudia und Jamie beschließen, Mrs. Frankweiler heimlich zu besuchen, sobald sie wieder genug Geld für eine Fahrt angespart haben.
Der Roman ist in Form eines Briefes von Mrs. Basil E. Frankweiler an ihren Notar, Mr. Saxonberg, erzählt. Sie beauftragt ihn darin mit der versprochenen Änderung ihres Testaments und schildert ihm als Begründung die Geschichte, wie Claudia und Jamie sie ihr erzählt haben, ergänzt durch zusätzliche Hintergrundinformationen aus Zeitungsartikeln sowie gelegentlich ihre eigene Bewertung der Ereignisse. Es stellt sich heraus, dass Mr. Saxonberg Claudias und Jamies Großvater ist, ohne dass diese von dieser Verbindung wissen.

## Hintergrund
Die heimlichen Museumsgäste ist E. L. Konigsburgs zweites Buch. Sie widmete es ihrem Ehemann David. Als Inspiration nannte Konigsburg ihre eigenen Kinder, insbesondere ihre Tochter Laurie. Als sie einmal mit ihren drei Kindern ein Picknick auf einer Waldlichtung machte, beschwerten sich die Kinder über allerlei Unannehmlichkeiten. Konigsburg erkannte, dass sie sich keine Sorgen machen müsse, dass ihre Kinder jemals von zu Hause weglaufen würden, um sich in die freie Natur zu flüchten. Wenn überhaupt, würden sie an einem eleganten Ort wie einem Museum Unterschlupf suchen. Das Metropolitan Museum of Art besuchte sie mit ihren Kindern oft. Einmal entdeckten sie und ihre Tochter ein Stück Popcorn auf einem ausgestellten Sessel. Sie spekulierten gemeinsam, wie es dorthin gelangt sein könnte und wie es wohl wäre, im Museum zu wohnen und die ausgestellten Möbel zu nutzen.
Als ausschlaggebende Inspiration diente Konigsburg ein Artikel in der New York Times vom 25. Oktober 1965, in dem berichtet wurde, das Metropolitan Museum habe bei einer Auktion eine Statue aus der Renaissance für nur 225 US-Dollar gekauft. Aus Konigsburgs Überlegungen, was jemanden wohl motivieren könnte, ein solches Kunstwerk so offensichtlich unter Wert zu verkaufen, entwickelte sich die Figur der exzentrischen Sammlerin Mrs. Basil E. Frankweiler.
Für mediale Aufmerksamkeit sorgte im Oktober 1996 die Entdeckung eines Kunstwerks, das auffällige Parallelen zu der in Die heimlichen Museumsgäste beschriebenen Engelsstatue aufweist. Medien berichteten von einer Cupido-Statue, die eine Kunsthistorikern zufällig in einem Gebäude der französischen Botschaft in der Nähe des Metropolitan Museum sah. Bei ihren Recherchen kam die Wissenschaftlerin zu dem Schluss, dass es sich um ein frühes Werk von Michelangelo handeln müsse. E. L. Konigsburg erhielt laut eigener Auskunft zahlreiche Zuschriften, ob sie von der Existenz dieser Statue gewusst habe, was sie verneinte.

## Publikationsgeschichte
Die heimlichen Museumsgäste erschien erstmals 1967 im Verlag Atheneum. Die Originalausgabe illustrierte E. L. Konigsburg selbst. Ihre Tochter Laurie und ihr Sohn Ross standen für Claudia und Jamie Modell, ihre Nachbarin für Mrs. Basil E. Frankweiler.
Eine deutsche Ausgabe erschien erstmals 1970 unter dem Titel Merkwürdiges aus dem Frankweiler-Geheimarchiv in einer Übersetzung von Ilse Lauterbach mit Illustrationen von Horst Lemke im Bertelsmann-Jugendbuchverlag. Ab 1974 erschien es bei dtv unter dem Titel Das Frankweiler-Geheimarchiv. Abenteuer im Metropolitan Museum. 2000 erschien im Rowohlt Verlag eine neue Ausgabe unter dem Titel Die heimlichen Museumsgäste mit Illustrationen von Stefanie Harjes.
2002 erschien bei Simon & Schuster eine Jubiläumsausgabe mit einem neuen Nachwort der Autorin.
Anlässlich der Verleihung der Newbery Medal im Jahr 1968 schrieb Konigsburg einen kleinen Text über Claudia und Jamie, der den Gästen der Preisverleihung vorbehalten war. Weitere Fortsetzungen zu schreiben schloss sie trotz zahlreicher Nachfragen von Kindern zeitlebens aus.

### Ausgaben (Auswahl)
Englisch
- From the Mixed-Up Files of Mrs. Basil E. Frankweiler. Atheneum Books for Young Readers, New York 1967 (Originalausgabe)
- From the Mixed-Up Files of Mrs. Basil E. Frankweiler. Atheneum Books for Young Readers, New York 2002, ISBN 978-0-689-85322-7 (35-Jahre-Jubiläumsausgabe mit einem Nachwort von E. L. Konigsburg)
- From the Mixed-Up Files of Mrs. Basil E. Frankweiler. Gelesen von Jill Clayburgh. Simon & Schuster Audio, New York 2009 (Hörbuch)
- From the Mixed-Up Files of Mrs. Basil E. Frankweiler. Atheneum Books for Young Readers, New York 2010, ISBN 978-1-5344-3645-9 (E-Book)

Deutsch
- Merkwürdiges aus dem Frankweiler-Geheimarchiv. Aus dem amerikanischen Englisch von Ilse Lauterbach. Mit Illustrationen von Horst Lemke. Bertelsmann-Jugendbuchverlag, Gütersloh 1970 (deutsche Erstausgabe)
- Das Frankweiler-Geheimarchiv. Abenteuer im Metropolitan Museum. Aus dem amerikanischen Englisch von Ilse Lauterbach. Mit Illustrationen von Horst Lemke. dtv-junior, München 1974, ISBN 978-3-423-07115-4
- Die heimlichen Museumsgäste. Aus dem amerikanischen Englisch von Ilse Lauterbach. Mit Illustrationen von Stefanie Harjes. rororo Rotfuchs, Reinbek 2000, ISBN 978-3-499-20984-0

## Rezeption und Auszeichnungen
Für Die heimlichen Museumsgäste erhielt E. L. Konigsburg 1968 die Newbery Medal. Ihr kurz zuvor erschienenes Buch Jennifer, Hekate und ich (Originaltitel: Jennifer, Hecate, Macbeth, William McKinley, and Me, Elizabeth) erhielt eine ehrenvolle Erwähnung.
Die heimlichen Museumsgäste findet sich auf zahlreichen Bestenlisten wieder. Das Magazin Time nahm es 2021 in seine Lister der 100 besten Jugendbücher aller Zeiten auf. Bei einer Befragung unter Lehrkräften durch die National Education Association im Jahr 2007 war Die heimlichen Museumsgäste eins der 100 meistgenannten Bücher. In einer Online-Umfrage des School Library Journal aus dem Jahr 2012 lag das Buch auf Platz 7.
Gleichzeitig wurde die Verfügbarkeit des Buches in US-amerikanischen Schulbibliotheken immer wieder von Eltern beanstandet, die befürchteten, das Buch könne Kinder zum Weglaufen anregen. Das 2017 erschienene Kinderbuch Amy und die geheime Bibliothek (Originaltitel: Ban This Book) von Alan Gratz hat den Protest von Jugendlichen gegen das Entfernen von Büchern aus Schulbibliotheken zum Thema. Auslöser für die Handlung ist das Entfernen von Die heimlichen Museumsgäste, das das Lieblingsbuchs der Protagonistin ist.

### Museumspädagogik
Auch Jahrzehnte später gehören Fragen zu dem Kinderbuch Die heimlichen Museumsgäste zu den häufigsten Fragen von Kindern an das Metropolitan Museum of Art. Zum 35. Jubiläum seines Erscheinens widmete das Museum dem Buch eine Sonderausgabe seiner Kinderzeitschrift Museum Kids. Zum 50-jährigen Jubiläum des Buches entwickelte das Metropolitan Museum ein neues museumspädagogisches Programm rund um das Buch.

## Verfilmungen
Die heimlichen Museumsgäste wurde zweimal verfilmt, beide Male mit höchst prominenter Besetzung der Rolle der Mrs. Basil E. Frankweiler:
Der Film Der geheimnisvolle Engel von Fielder Cook mit Ingrid Bergman als Mrs. Basil E. Frankweiler kam 1973 ins Kino (Originaltitel: From the Mixed-Up Files of Mrs. Basil E. Frankweiler oder The Hideaways).
Der Film Claudia und das Geheimnis des Engels von Marcus Cole, in dem Lauren Bacall Mrs. Basil E. Frankweiler spielt, wurde 1995 für das Fernsehen produziert (Originaltitel: From the Mixed-Up Files of Mrs. Basil E. Frankweiler).